# تنتردن
latitudeتنتردنlongitudeتنتردن
تنتردن (به انگلیسی: Tenterden) یک شهرک در بریتانیا است که در انگلستان واقع شده‌است.

## خصوصیات
تنتردن ۳۶٫۱۹ کیلومترمربع مساحت و ۷٬۷۳۵ نفر جمعیت دارد.